# Museo de la Uva y el Vino
Le Museo de la Uva y el Vino (Musée de la Vigne et du Vin en français) est un musée situé à Las Piedras, en Uruguay, ville qui a été déclarée en 2007 par le Parlement national comme « Capitale de la vigne et du vin de l'Uruguay ».
Le musée a pour but pédagogique de faire découvrir le vin auprès du public, sa symbolique, et lui faire expérimenter la « Salle des Sens ».

## Situation au cœur de la plus grande région viticole de l'Uruguay
La présence du Musée du Vin et de la Vigne à Las Piedras ne relève pas d'une création fortuite. La ville est située au cœur du plus important vignoble en Uruguay où le département de Canelones produit 65 % de la production viticole du pays. L'adaptation notamment du cépage tannat, introduit premièrement vers 1860 dans la région de Salto, grâce à un vigneron français, Pascual Harriague, y est pour beaucoup dans l'essor et la renommée des vins de l'Uruguay. De ce fait, Las Piedras qui est devenue un centre de production vinicole important compte de nombreuses caves à vin (bodegas en espagnol) et, étant déclarée « Capitale du vin en Uruguay », se devait de disposer d'un musée consacré au vin et à la vigne. Ce musée retrace l'histoire et la culture du vin de la région depuis le XVIIIe siècle et un sentier de découverte œnologique, la « Route du vin », y a été aménagé.

## Caractéristiques
Le musée est inauguré le 14 décembre 2011 dans le Parque Tecnológico Canario (PTC), Elías Regules y Ruta 67. Le projet est mis en place à partir d'une collaboration entre l'Intendance de Canelones et l'Instituto Nacional de Vitivinicultura de l'Uruguay (INAVI).
En juillet 2022, le musée est fermé pour cause de déménagement de l'École Supérieure de Vitiviniculture (Escuela Superior de Vitivinicultura) et déplacé à 600 mètres à l'ouest de son précédent emplacement. Il est administré par le Département de Canelones, l'Intendencia de Canelones.
Le Museo de la Uva y el Vino possède une grande collection d'objets en relation avec la vitiviniculture. Il dispose d'une salle avec des objets et des panneaux explicatifs sur les origines et le développement de l'industrie de la vigne et du vin en Uruguay, ainsi que d'une « Salle des Sens » (Sala de los Sentidos) et d'une salle de conférences.

## Galerie

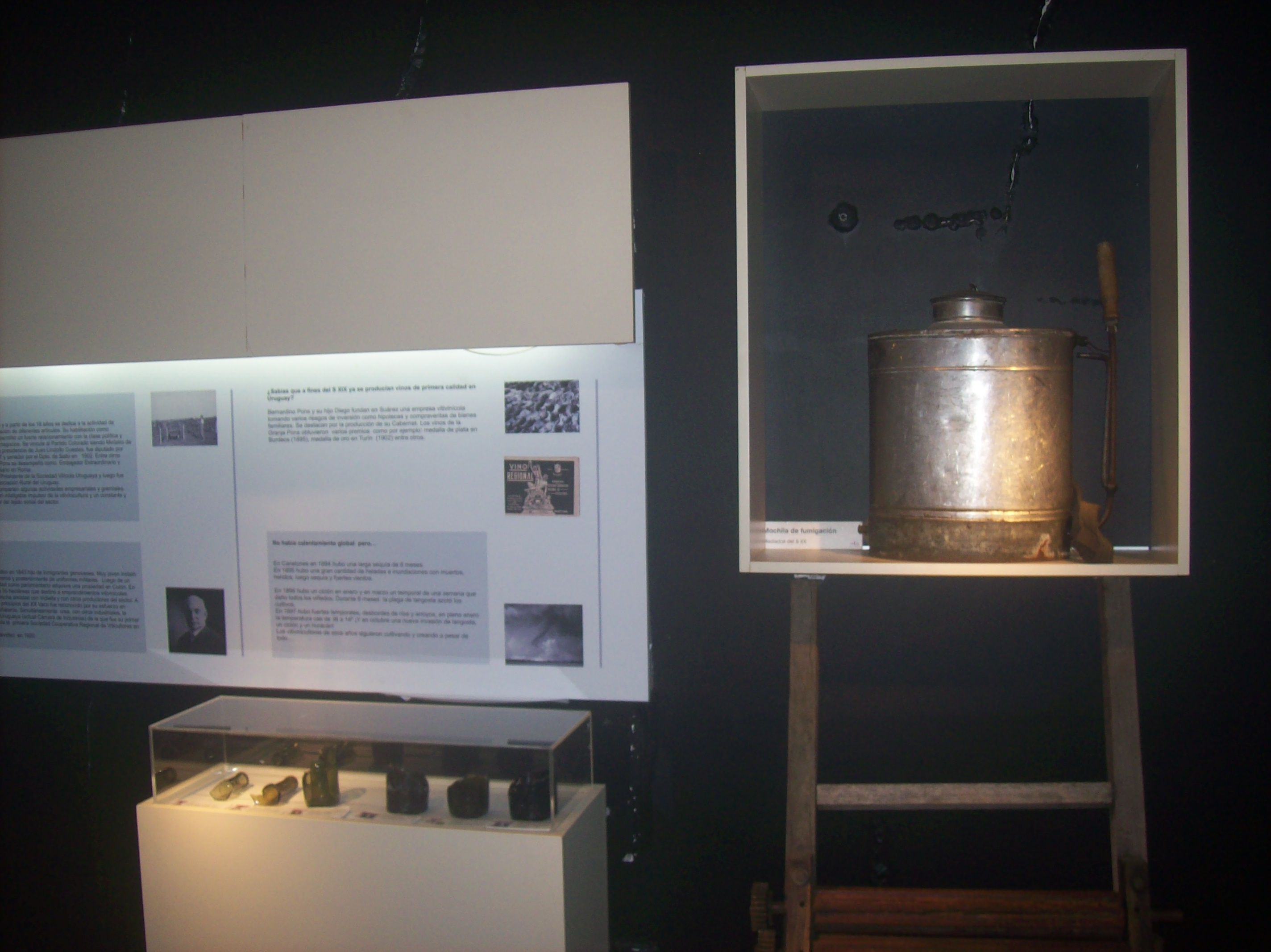
Exposition des vieilles Caves dans le Museo de la Uva y el Vino.
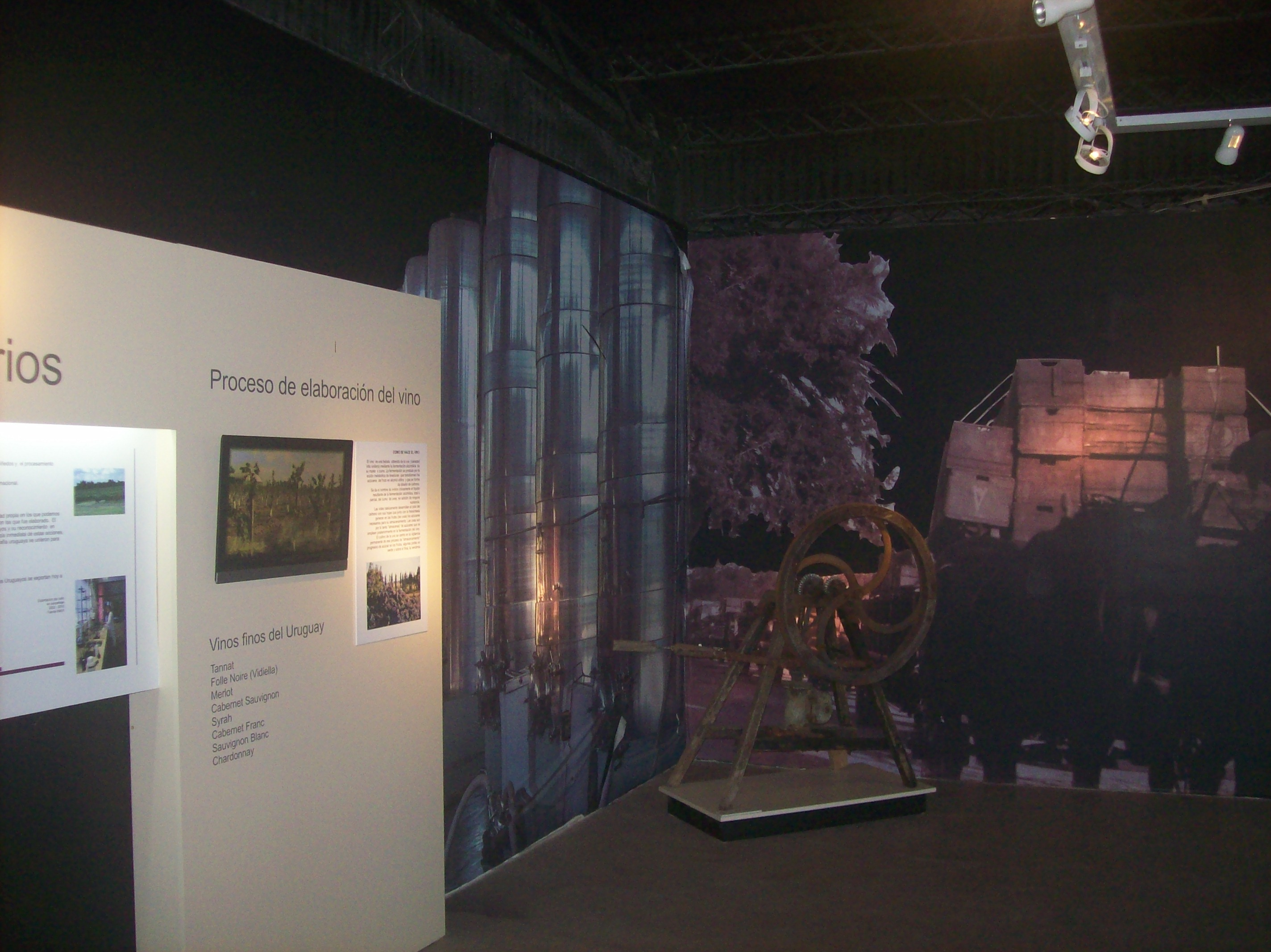
Processus d'élaboration du vin dans le Museo de la Uva y el Vino.
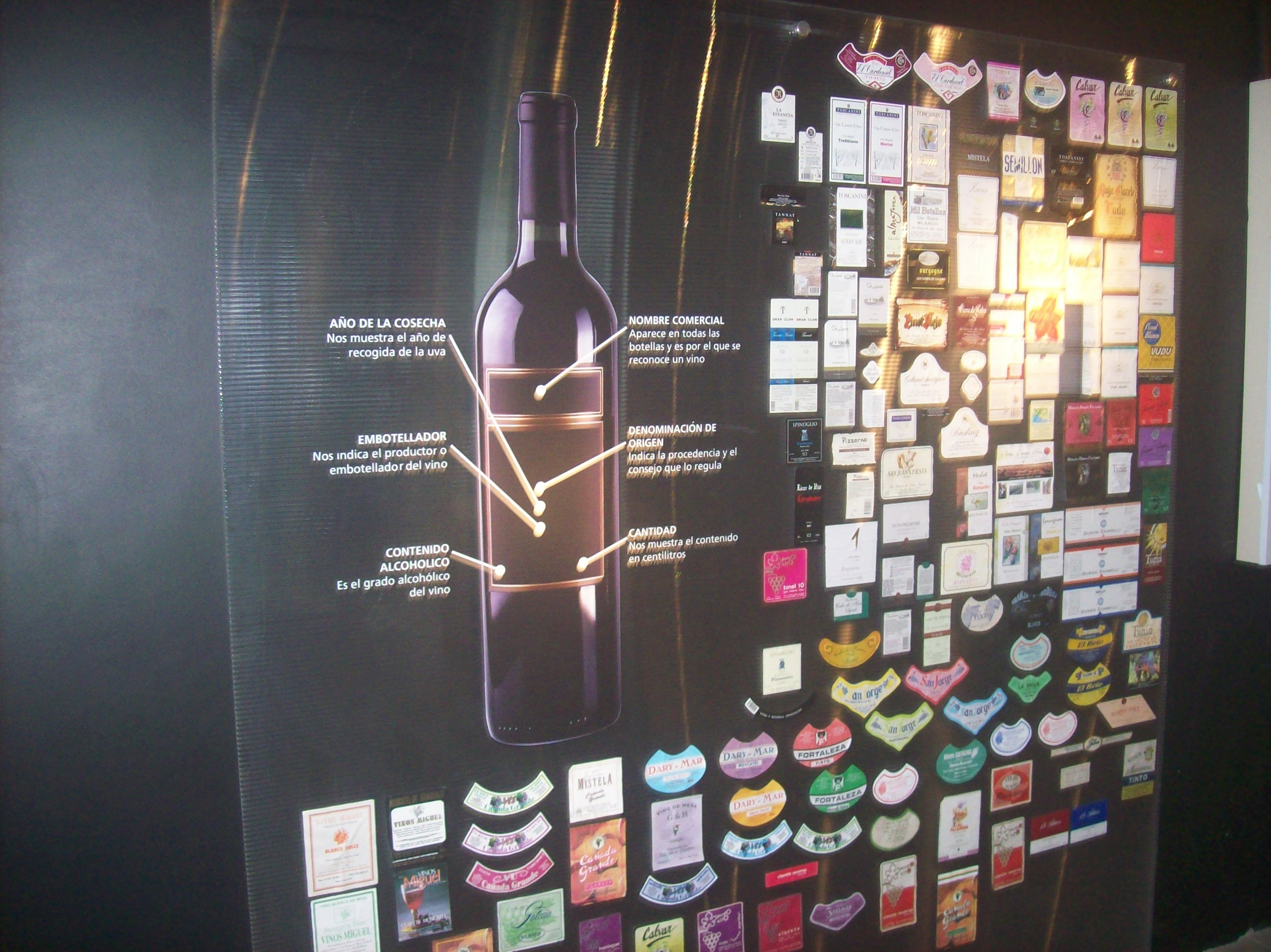
Étiquettes dans le Museo de la Uva y el Vino.